# Enfermedad de Still del adulto
La enfermedad de Still es un proceso inflamatorio multisistémico de causa desconocida caracterizada por episodios diarios de fiebre, rash cutáneo, artralgia/artritis y mialgia. En menores de 15 años, el término está en desuso y se prefiere utilizar artritis juvenil idiopática.  Toma nombre del pediatra inglés, George Still, que describió la artritis reumatoide juvenil pues cursa de manera similar pero en adultos.

## Posibles causas
La causa de esta enfermedad es desconocida, como hipótesis se sugiere la posibilidad de que se deba a un virus o a otro agente infeccioso. Se ha sugerido que el estrés podría tener importancia en el comienzo de esta enfermedad. La predisposición genética tiene un papel relevante, siendo el antígeno de histocompatibilidad HLA-B17, -B18, -B35 y -DR2.

## Epidemiología
Es una enfermedad rara, aunque se ha descrito en todo el mundo. La prevalencia estimada es de 1,5 casos por millón de habitantes. La distribución por edades es bimodal, de forma que hay un pico de presentación entre los 15 y los 25 años y un segundo pico entre los 36 y los 46.

## Cuadro clínico
- Fiebre (no siempre es alta)
- Dolor de garganta (a veces es una molestia)
- Rash macular o maculopapular
- Artritis y mialgias
- Manifestaciones cardiopulmonares
- Nódulos linfáticos móviles y blandos, viéndose más afectados a nivel cervical.

## Diagnóstico

### Criterios de Yamaguchi
Para realizar el diagnóstico de la enfermedad de Still, se utilizan los criterios de Yamaguchi:
| Criterios mayores | Criterios menores |
| --- | --- |
| - Fiebre de 39 °C o más de duración superior a una semana - Artralgias de duración de 2 o más semanas - Rash típico color salmón en extremidades y el tronco - Leucocitosis > 10 000/mm3 incluyendo > 80 % granulocitos - Niveles elevados de ferritina | - Dolor de garganta - Linfadenopatía y/o esplenomegalia - Disfunción hepática - Factor reumatoide negativo y ANA negativo |

Se requieren 5 criterios en total (2 de ellos mayores) con una sensibilidad y especificidad de 92 % y 80 % respectivamente.
Es importante descartar las siguientes patologías como parte del diagnóstico diferencial:
- Infecciones por hepatitis, coxsackie, rubeola, CMV...
- Procesos granulomatosos como hepatitis granulomatosa, sarcoidosis idiopática y la enfermedad de Crohn.
- Vasculitis: Wegener, Takayasu.
- Leucemia.

### Criterios de Fautrel
Los criterios de Fautrel (2002) poseen una mayor especificidad, haciendo uso de exámenes de laboratorio más específicos.
| Criterios mayores | Criterios menores                                       |
| --- | ------------------------------------------------------- |
| - Fiebre en picos mayor de 39 °C. - Artralgia. - Rash evanescente. - Odinofagia. - Más de 80 % de PMN en el hemograma. - Ferritina glicosilada inferior al 20 %. | - Rash maculopapular. - Leucocitosis mayor a 10 000/mm3 |

Con 4 criterios mayores o 3 mayores y 2 menores se logra una sensibilidad de 80,6 % y una especificidad de 98,5 %.

## Tratamiento
Generalmente el tratamiento trata de controlar los síntomas de la artritis. Para ello se utilizan con frecuencia la aspirina y otros AINEs, como el ibuprofeno. Para casos más graves también se pueden utilizar:
- Indometacina
- Corticoides, tales como la prednisona
- Metotrexato
- Anakinra
- Etanercept